# Intadjedite
Intadjedite es una comuna o municipio del círculo de Tin-Essako de la región de Kidal, en Malí. En abril de 2009 tenía una población censada de 5427 habitantes.
Se encuentra ubicada al noreste del país, en el desierto del Sahara, cerca de la frontera con Argelia y Níger.